# Sellières
Sellières ist eine französische Gemeinde mit 728 Einwohnern (Stand 1. Januar 2022) im Département Jura in der Region Bourgogne-Franche-Comté. Sie gehört zum Kanton Bletterans im Arrondissement Lons-le-Saunier und zum Kommunalverband Bresse Haute Seille.

## Geografie
Sellières liegt zwischen der Bresse und dem Revermont, 20 Kilometer nördlich von Lons-le-Saunier und 32 Kilometer südlich von Dole zwischen Toulouse-le-Château im Osten und Vers-sous-Sellières im Westen. Die Brenne fließt durch das Gemeindegebiet. Der Weiler Baudin gehört zur Gemeinde.

## Geschichte
Bei Ausgrabungen in Sellières wurden Funde aus gallo-römischer Zeit (52 v. Chr. bis 486) gemacht. Zum ersten Mal urkundlich erwähnt wurde die Ortschaft im 12. Jahrhundert.

## Bevölkerungsentwicklung
| Jahr                       | 1962 | 1968 | 1975 | 1982 | 1990 | 1999 | 2006 | 2014 | 2021 |
| -------------------------- | ---- | ---- | ---- | ---- | ---- | ---- | ---- | ---- | ---- |
| Einwohner                  | 884  | 889  | 835  | 859  | 799  | 775  | 836  | 756  | 728  |
| Quellen: Cassini und INSEE |      |      |      |      |      |      |      |      |      |

## Sehenswürdigkeiten

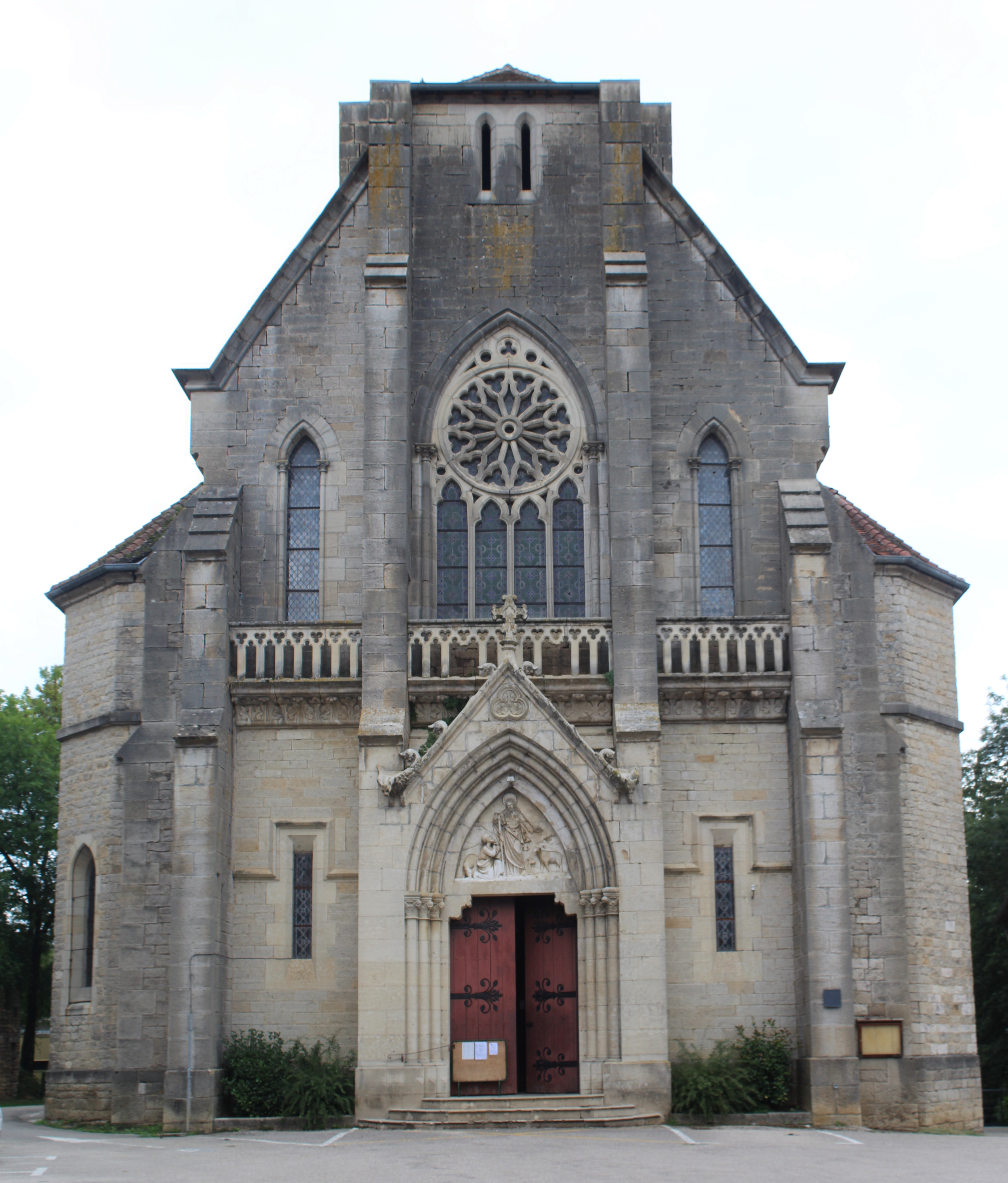
Kirche Saint-Pierre

Das Stadthaus Hôtel de Vaudrey wurde im 18. Jahrhundert unter Verwendung von Teilen der Befestigungsanlagen von Sellières erbaut. Die Befestigungsanlagen stammten aus dem 15. Jahrhundert. Der rechte Turm des Hauptgebäudes steht an der Stelle, an der sich im Mittelalter ein Stadttor befand. In derselben Straße steht das Hôtel Doroz, das im 15. Jahrhundert erbaut wurde. Aus jener Zeit ist allerdings nur ein Türmchen erhalten geblieben. Das Gebäude wurde im 18. Jahrhundert umgebaut. Das Hôtel Poly wurde ebenfalls im 15. Jahrhundert erbaut und 1713 umgebaut. Alle drei Hôtels befinden sich im Privatbesitz.
Die Mairie (Bürgermeisterei) wurde 1832 erbaut und diente zugleich als Schule. Sie steht an der Stelle einer ehemaligen Kaserne der Kavallerie, die von Ludwig XIV. (1638–1715) eingerichtet worden war und bis zur Französischen Revolution genutzt wurde.
Eine ursprüngliche Kapelle de l’Assomption (Mariä Aufnahme in den Himmel) wurde im 14. Jahrhundert erbaut. Erhalten ist davon nur ein Glockenturm aus dem 15. Jahrhundert. Die Pfarrkirche de l’Assomption wurde 1787 gebaut, und die Arbeiten mussten wegen der Französischen Revolution unterbrochen werden. 1843 wurde das neue Gebäude zerstört. Der Glockenturm befindet sich im Besitz der Gemeinde. Die Pfarrkirche Saint-Pierre wurde um 1865 erbaut, sie hat keinen Glockenturm.
Die alte Ölmühle Menétrier dient heute als Sägewerk. Von 1894 bis 1900 wurde sie als Ölmühle genutzt, danach wurde sie mehr und mehr als Sägewerk eingesetzt. Teile des Sägewerks brannten 1975 ab. Es wurde danach wiederaufgebaut und vergrößert. 1995 beschäftigte es noch zwei Arbeiter.
Die Markthalle wurde um 1857 im Stil des Klassizismus erbaut, dort fand der Getreidehandel statt.

## Wirtschaft
Wichtige Erwerbszweige der Selliérois sind Ackerbau, Weinbau, Obstbau, Imkerei und die Zucht von Hausrindern. Es gibt eine Diamantschleiferei und eine Molkerei vor Ort. Lokale Produkte sind Weine der AOC Côtes-du-Jura, Äpfel und Comté-Käse.